# Осуга (притока Тверце)
Осуга (рус. Осуга) река је на северозападу европског дела Руске Федерације. Протиче преко централних делова Тверске области, десна је притока реке Тверце и део басена реке Волге и Каспијског језера.
Извире на источним деловима Валдајског побрђа, на подручју микроцелине познате као Цнинско побрђе, тече у смеру североистока и након 167 km тока улива се у реку Тверцу. Површина сливног подручја Тверце је око 2.410 km², док је просечан проток воде у зони ушћа око 17,9 m³/s.
У горњем делу тока карактерише је доста уско корито, свега 5 до 10 метара ширине те вијугав ток, и у том делу тока протиче кроз два мања вештачка језера – Тарасковским и Нижњенегочанским. У средњем делу тока корито се шири до 40 метара, река је знатно бржа, а местимично се појављују и мањи брзаци. Дуж њених обала у доњем делу тока налазе се бројни остаци некадашњих воденица.
Река је данас позната спортско-рекреативна дестинација, а међу спортистима и туристима посебно је популарно сплаварење по реци.
Највеће градско насеље које лежи на њеним обалама је град Кувшиново.